# Cơ quan phóng điện

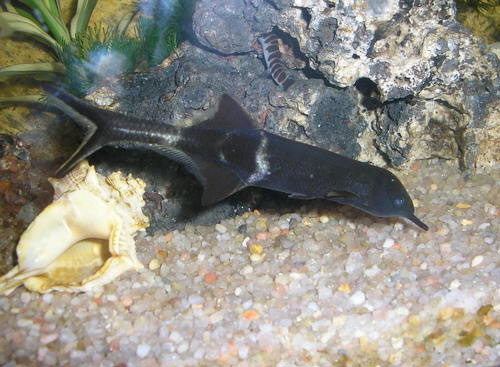
Một con cá điện

Cơ quan phóng điện (Electric organ) là loại cơ quan, bộ phận đặc thù ở một số loài cá đảm nhiệm chức năng sinh và phát ra luồng điện hoặc xung điện. Ở một số loài cá điện, cơ thân và cơ đầu của cá có thể biến thành cơ quan phát điện nằm dọc hai bên thân (cá chình điện, lươn điện, cá trê điện) hoặc ở hai bên đầu (cá đuối điện).
Mỗi cơ quan phát điện do nhiều cột điện xếp kế tiếp nhau tạo thành (có từ 500-700 cột điện). Mỗi cột điện giống như là một pin sống gồm nhiều tấm điện xếp chồng lên nhau với nhiều dây thần kinh phân nhánh đến. Chức năng của cơ quan phát điện là phát ra dòng điện tạo nên vùng điện trường xung quanh cơ thể để giúp cá dễ dàng trong việc bắt con mồi và tự vệ. Nhiều loài cá đặc biệt phát triển cơ quan cảm biến có thể dò ra xung điện hay xung động nhỏ nhất để định vị một cách chính xác.